# Cheiracanthium insulare
Cheiracanthium insulare är en spindelart som först beskrevs av Vinson 1863.  Cheiracanthium insulare ingår i släktet Cheiracanthium och familjen sporrspindlar.
Artens utbredningsområde är Réunion. Inga underarter finns listade i Catalogue of Life.